# Saloniki (gmina)
Saloniki (gr. Δήμος Θεσσαλονίκης, Dimos Tesalonikis) – gmina w Grecji, w administracji zdecentralizowanej Macedonia-Tracja, w regionie Macedonia Środkowa, w jednostce regionalnej Saloniki. W 2011 roku liczyła 325 182 mieszkańców. Powstała 1 stycznia 2011 roku w wyniku połączenia dotychczasowych gmin Saloniki i Triandria. Siedzibą gminy jest miasto Saloniki.